# Эду Марангон
Карлос Эдуардо Марангон (порт.-браз. Carlos Eduardo Marangon; род. 2 февраля 1963 или 15 февраля 1963, Сан-Паулу), более известный под именем Эду Марангон (порт.-браз. Edu Marangon) — бразильский футболист, полузащитник.

## Карьера
Эду Марангон родился в семье, предки которой приехали из Италии. Он начал карьеру в молодёжном составе клуба «Португеза Деспортос», где дебютировал в основном составе в 1984 году. Годом позже Марангон помог своей команде выйти в финал чемпионата штата против «Сан-Паулу». Но в обоих матчах «Португеза» проиграла. При этом сам игрок мог непосредственно изменить результат второго матча: при счёте 0:0 его удар пришёлся в перекладину. Летом 1988 году Эду стал игроком итальянского клуба «Торино», заплатившим за трансфер полузащитника 2 млн долларов. Туринская команда перед началом сезона серьёзно усилилась, купив четырёх новичков: бразильцев Марангона и Мюллера, боснийца Хариса Шкоро и вратаря Луку Маркеджани. Эду дебютировал в составе команды в матче Кубка Италии с «Триестиной» (2:1), забив один из голов. 16 октября он впервые сыграл в Серии А, где «Торино» сыграл вничью с «Лацио» (1:1). Начав сезон игроком стартового состава, Эду вскоре потерял место в «основе». По результатам сезона, Торино вылетел из высшего итальянского дивизиона. За клуб он провёл 27 матчей и забил 4 гола.
Следующий сезон Марангон начал в клубе «Порту». Но там футболист провёл лишь два три матча. Двое из этих встреч прошли в чемпионате Португалии, который клуб завершил на первом месте. В январе 1990 года Эду возвратился в Бразилию, став игроком «Фламенго». 21 января он дебютировал в составе команды в матче с «Канталагу» (5:0), где забил гол. Всего за клуб футболист играл 4 месяца, проведя 16 матчей и забив 3 мяча. Осенью того же года Эду перешёл в «Сантос», где 23 сентября впервые сыграл в составе команды в матче с клубом «Интернасьонал Лимейра» (0:0). Проведя два сезона в команде, Марангон был арендован «Палмейрасом». 12 июля 1991 года футболист провёл первую встречу за новый клуб против «Унион Сан-Жуан» (0:1). 1 сентября он открыл счёт голам за команду, забив единственный мяч в матче с «Коринтиансом» прямым ударом со штрафного. Всего за «Палмейрас» Эду провёл 55 игр и забил 9 голов. Затем игрок вернулся в «Сантос», проведя там оставшуюся часть сезона.
В 1993 году Марангон стал игроком японского клуба «Иокогама Флюгельс». Там он выступал два сезона, выиграв с клубом Кубок Императора. При этом в финальной игре против клуба «Касима Антлерс» (6:2) Эду забил два мяча с пенальти. В начале 1995 года Марангон стал игроком уругвайского клуба «Насьональ». 11 марта он дебютировал в составе команды в игре с «Рампла Хуниорс» (2:1). 13 апреля полузащитник сыграл в первом официальном матче за новый клуб против также «Рамплы Хуниорс» (3:0), где забил гол. Всего в составе команды Эду провёл 19 матчей, забив 5 мячей. Последней встречей за «Насьональ» для бразильца стала игра c «Суд Америкой» 3 июня. Он покинул «Насьональ» по настастоянию руководства команды, сменившей курс на серьёзное омоложение состава. В 1996 году Эду стал игроком «Коритибы». Затем играл за клуб «Интернасьонал Лимейра», а завершил карьеру в 1997 году в «Брагантино». За эту команду полузащитник провёл 46 матчей и забил 13 голов.
Завершив игровую карьеру, Эду начал тренировать. Он прошёл тренерские курсы в Италии, после стал тренером «Интера Лимейры». А затем работал с клубом «Рио-Бранко». В 2002 году он возглавил молодёжный состав клуба «Португеза Деспортос», который привёл к выигрышу молодёжного Кубка Сан-Паулу. Затем он тренировал основную команду клуба. При этом, в тот период Марангону пришлось столкнуться с большими трудностями, в частности по его словам он не получал заработную плату на протяжении восьми месяцев, а его футболист —полгода. Далее трудился в различных клубах, пока в 2010 году не принял решение завершить тренерскую карьеру, решив заняться бизнесом. В 2013 году Эду стал спортивным директором «Португезы Сантисты».

## Статистика

### Клубная
| Сезон     | Клуб                   | Лига      | Чемпионат | Чемпионат | Кубок | Кубок | Чемпионат штата | Чемпионат штата | Международные | Международные | Прочие | Прочие | Всего | Всего |
| Сезон     | Клуб                   | Лига      | Игры      | Голы      | Игры  | Голы  | Игры            | Голы            | Игры          | Голы          | Игры   | Голы   | Игры  | Голы  |
| --------- | ---------------------- | --------- | --------- | --------- | ----- | ----- | --------------- | --------------- | ------------- | ------------- | ------ | ------ | ----- | ----- |
| 1984      | Португеза Деспортос    | Серия А   | 4         | 0         | —     | —     | ?               | 2               | —             | —             | —      | —      | 4     | 0     |
| 1985      | Португеза Деспортос    | Серия А   | 19        | 2         | —     | —     | ?               | 4               | —             | —             | —      | —      | 19    | 2     |
| 1986      | Португеза Деспортос    | Серия А   | 21        | 1         | —     | —     | ?               | 4               | —             | —             | —      | —      | 21    | 1     |
| 1987      | Португеза Деспортос    | Серия А   | 10        | 4         | —     | —     | ?               | 1               | —             | —             | —      | —      | 10    | 4     |
| 1988      | Португеза Деспортос    | Серия А   | 1         | 0         | —     | —     | ?               | 2               | —             | —             | —      | —      | 1     | 0     |
| 1988/1989 | Торино                 | Серия А   | 22        | 2         | 5     | 2     | —               | —               | —             | —             | —      | —      | 27    | 4     |
| 1989/1990 | Порту                  | Примейра  | 2         | 0         | 1     | 0     | —               | —               | 0             | 0             | 0      | 0      | 3     | 0     |
| 1990      | Фламенго               | Серия А   | 0         | 0         | 0     | 0     | 14              | 2               | 0             | 0             | —      | —      | 14    | 2     |
| 1990      | Сантос                 | Серия А   | 11        | 1         | 0     | 0     | 0               | 0               | 2             | 0             | —      | —      | 13    | 1     |
| 1991      | Сантос                 | Серия А   | 14        | 2         | 0     | 0     | 0               | 0               | 0             | 0             | —      | —      | 14    | 2     |
| 1991      | Палмейрас              | Серия А   | 0         | 0         | 0     | 0     | 30              | 4               | 0             | 0             | —      | —      | 30    | 4     |
| 1992      | Палмейрас              | Серия А   | 16        | 3         | 0     | 0     | 0               | 0               | 0             | 0             | —      | —      | 16    | 3     |
| 1992      | Сантос                 | Серия А   | 0         | 0         | 0     | 0     | 20              | 2               | 2             | 0             | —      | —      | 22    | 2     |
| 1993      | Иокогама Флюгельс      | Джей-лига | 30        | 6         | 5     | 5     | —               | —               | —             | —             | 4      | 2      | 39    | 13    |
| 1994      | Иокогама Флюгельс      | Джей-лига | 37        | 12        | 0     | 0     | —               | —               | —             | —             | 3      | 0      | 40    | 12    |
| 1995      | Насьональ (Монтевидео) | Примера А | 12        | 3         | 0     | 0     | —               | —               | 0             | 0             | —      | —      | 12    | 3     |
| 1996      | Коритиба               | Серия А   | 9         | 1         | 0     | 0     | ?               | ?               | —             | —             | —      | —      | 9     | 1     |
| 1997      | Интернасьонал Лимейра  | Серия А   | 0         | 0         | 0     | 0     | 15              | 1               | —             | —             | —      | —      | 15    | 1     |
| 1997      | Брагантино             | Серия А   | ?         | ?         | ?     | ?     | ?               | ?               | —             | —             | —      | —      | 46    | 13    |

1. ↑  В графу «Прочие» входят матчи  Суперкубка Португалии, Кубка Джей-лиги, Суперкубка Японии

### Международная
| Матчи Эду Марангона за сборную Бразилии | Матчи Эду Марангона за сборную Бразилии | Матчи Эду Марангона за сборную Бразилии | Матчи Эду Марангона за сборную Бразилии | Матчи Эду Марангона за сборную Бразилии | Матчи Эду Марангона за сборную Бразилии | Матчи Эду Марангона за сборную Бразилии |
| --------------------------------------- | --------------------------------------- | --------------------------------------- | --------------------------------------- | --------------------------------------- | --------------------------------------- | --------------------------------------- |
| №                                       | Дата                                    | Место проведения                        | Оппонент                                | Счёт                                    | Голы                                    | Турнир                                  |
| 1                                       | 19 мая 1987                             | Лондон                                  | Англия                                  | 1:1                                     | —                                       | Кубок Роуза                             |
| 2                                       | 26 мая 1987                             | Глазго                                  | Шотландия                               | 2:0                                     | —                                       | Кубок Роуза                             |
| 3                                       | 28 мая 1987                             | Хельсинки                               | Финляндия                               | 3:2                                     | —                                       | Товарищеский матч                       |
| 4                                       | 1 июня 1987                             | Тель-Авив                               | Израиль                                 | 4:0                                     | —                                       | Товарищеский матч                       |
| 5                                       | 21 июня 1987                            | Флорианополис                           | Эквадор                                 | 4:1                                     | —                                       | Товарищеский матч                       |
| 6                                       | 24 июня 1987                            | Порту-Алегри                            | Парагвай                                | 1:0                                     | —                                       | Товарищеский матч                       |
| 7                                       | 28 июня 1987                            | Кордова                                 | Венесуэла                               | 5:0                                     | 1                                       | Кубок Америки                           |
| 8                                       | 3 июля 1987                             | Кордова                                 | Чили                                    | 0:4                                     | —                                       | Кубок Америки                           |
| 9                                       | 12 декабря 1990                         | Лос-Анджелес                            | Мексика                                 | 0:0                                     | —                                       | Товарищеский матч                       |

## Достижения
- Победитель предолимпийского турнира КОНМЕБОЛ: 1987
- Победитель Панамериканских игр: 1987
- Обладатель Кубка Роуза: 1987
- Чемпион Португалии: 1989/1990
- Обладатель Кубка Императора: 1993

## Личная жизнь
Эду женат. С супругой Каролиной у него двое детей — сын Винисиус и дочь Фернанда.